# Communauté de communes Cœur Lauragais
La Communauté de communes Cœur Lauragais est une ancienne communauté de communes française de la  Haute-Garonne région Occitanie.

## Géographie
Située en Lauragais en limite des départements du Tarn et de l'Aude.

## Communes adhérentes
| Nom                       | Code Insee | Gentilé        | Superficie (km2) | Population (dernière pop. légale) | Densité (hab./km2) |
| ------------------------- | ---------- | -------------- | ---------------- | --------------------------------- | ------------------ |
| Caraman (siège)           | 31106      | Caramanais     | 30,19            | 2 395 (2014)                      | 79                 |
| Albiac                    | 31006      | Albiacois      | 4,71             | 203 (2014)                        | 43                 |
| Auriac-sur-Vendinelle     | 31026      | Auriacais      | 30,71            | 1 008 (2014)                      | 33                 |
| Aurin                     | 31029      | Aurinois       | 7,49             | 317 (2014)                        | 42                 |
| Beauville                 | 31055      | Beauvillois    | 6,06             | 153 (2014)                        | 25                 |
| Bourg-Saint-Bernard       | 31082      | Bourguignons   | 16,60            | 991 (2014)                        | 60                 |
| Le Cabanial               | 31097      | Cabanialais    | 8,47             | 444 (2014)                        | 52                 |
| Cambiac                   | 31102      | Cambiacois     | 7,74             | 207 (2014)                        | 27                 |
| Caragoudes                | 31105      | Caragoudais    | 8,31             | 223 (2014)                        | 27                 |
| Le Faget                  | 31179      | Fagetois       | 11,31            | 356 (2014)                        | 31                 |
| Francarville              | 31194      | Francarvillois | 7,00             | 185 (2014)                        | 26                 |
| Lanta                     | 31271      | Lantanais      | 30,12            | 1 840 (2014)                      | 61                 |
| Loubens-Lauragais         | 31304      | Loubensois     | 6,47             | 443 (2014)                        | 68                 |
| Mascarville               | 31325      | Mascarvillois  | 5,27             | 167 (2014)                        | 32                 |
| Maureville                | 31331      | Maurevillois   | 9,90             | 302 (2014)                        | 31                 |
| Mourvilles-Basses         | 31392      | Mourvillais    | 4,58             | 71 (2014)                         | 16                 |
| Préserville               | 31439      | Préservillais  | 12,19            | 740 (2014)                        | 61                 |
| Prunet                    | 31441      | Prunetains     | 4,66             | 145 (2014)                        | 31                 |
| Sainte-Foy-d'Aigrefeuille | 31480      | Saint-Foyens   | 9,68             | 1 976 (2014)                      | 204                |
| Saint-Pierre-de-Lages     | 31512      | Saint-Pierrins | 7,20             | 808 (2014)                        | 112                |
| La Salvetat-Lauragais     | 31527      | Salvetatiens   | 3,66             | 138 (2014)                        | 38                 |
| Saussens                  | 31534      | Saussinois     | 3,02             | 199 (2014)                        | 66                 |
| Ségreville                | 31540      | Ségrevillois   | 4,97             | 263 (2014)                        | 53                 |
| Tarabel                   | 31551      | Tarabelais     | 7,42             | 394 (2014)                        | 53                 |
| Toutens                   | 31558      | Toutensois     | 4,86             | 316 (2014)                        | 65                 |
| Vallesvilles              | 31567      | Vallesvillois  | 8,16             | 394 (2014)                        | 48                 |
| Vendine                   | 31571      | Vendinois      | 2,87             | 278 (2014)                        | 97                 |

## Démographie
| 1999  | 2006 | 2011  | 2013   |
| ----- | ---- | ----- | ------ |
| 3 904 | -    | 7 073 | 14 780 |

## Liste des Présidents successifs
| Période | Période | Identité        | Étiquette | Qualité          |
| ------- | ------- | --------------- | --------- | ---------------- |
| 2008    | 2016    | Gilbert Hébrard | PS        | Maire de Vendine |

## Historique
- Créée le 26 décembre 2002 en remplacement du SIVOM de Caraman.
- Le 1er janvier 2014, Caraman, Lanta, Sainte-Foy-d'Aigrefeuille, Saint-Pierre-de-Lages et Vallesvilles intègrent la communauté de communes.